# دونالد أ. غيليز
دونالد أ. غيليز (بالإنجليزية: Donald A. Gillies)‏ هو فيلسوف بريطاني، ولد في 1944.